# Seearbeitsübereinkommen
Das Seearbeitsübereinkommen (2006) der Internationalen Arbeitsorganisation (englisch: 2006 Consolidated Maritime Labour Convention  of the International Labour Organization, kurz MLC 2006) beinhaltet grundlegende (Beschäftigungs- und Sozial-) Rechte der Seeleute. Es fasst mehr als 60 geltende Rechtsinstrumente – Empfehlungen und Übereinkommen – zusammen, die von der Internationalen Arbeitsorganisation (IAO) seit 1920 verabschiedet wurden. Das Seearbeitsübereinkommen gilt als erster völkerrechtlicher Vertrag, der weltweit Arbeitsstandards definiert. Ziel des Übereinkommens ist es, durch weltweite Mindeststandards die Arbeits- und Lebensbedingungen für Seeleute zu verbessern, die Sicherheit auf Schiffen zu verstärken und Sozialdumpings mit den daraus folgenden Wettbewerbsverzerrungen zu verhindern.
Es wurde am 23. Februar 2006 von der Allgemeinen Konferenz der IAO in Genf ohne Gegenstimme angenommen und trat am 20. August 2013 in Kraft.
2014, 2016 und 2018 wurden Erweiterungen zum Seearbeitsübereinkommen vereinbart, die sich in verschiedenen Phasen der Ratifizierung befinden.

## Anwendung
Das Seearbeitsübereinkommen wurde (Stand April 2019) von 93 Staaten ratifiziert, die 91 % der Weltschiffstonnage repräsentieren. Es wird durch Flaggen- und Hafenstaatskontrollen sowie eine Nichtbegünstigungsklausel durchgesetzt. Durch das Inkrafttreten wurde es zur vierten Säule der internationalen maritimen Normsetzung zur Sicherung hoher Qualitäts- und Sicherheitsstandards im Seeverkehr.
Es hat einen Stellenwert vergleichbar den drei schon zuvor bestehenden, weltweit anerkannten und umgesetzten Kernübereinkommen der Internationalen Seeschifffahrts-Organisation (IMO):
- International Convention for the Safety of Life at Sea (SOLAS), 1974
- International Convention for the Prevention of Pollution from Ships (MARPOL), 1973 und
- International Convention on Standards of Training, Certification and Watchkeeping for Seafarers (STCW), 1978

## Struktur des Abkommens
Das Abkommen normiert Standards für die Arbeits- und Lebensbedingungen an Bord in fünf Titeln:
- Titel 1: Mindestanforderungen für die Arbeit von Seeleuten auf Schiffen
- Titel 2: Beschäftigungsbedingungen
- Titel 3: Unterkünfte, Freizeiteinrichtungen, Verpflegung einschließlich Bedienung
- Titel 4: Gesundheitsschutz, medizinische Betreuung, soziale Betreuung und Gewährleistung der sozialen Sicherheit
- Titel 5: Erfüllung und Durchsetzung

## Durchsetzung
Die Durchsetzung des Übereinkommens wird durch drei Mechanismen ermöglicht:

### Flaggenstaatkontrolle
Unter „Flaggenstaatkontrolle“ versteht man regelmäßige Kontrolle durch Vertreter des Staates, dessen Flagge ein Schiff führt. Mit der Ratifizierung des Seearbeitsübereinkommens verpflichten sich die Flaggenstaaten ein entsprechendes Kontrollsystem einzurichten.
Für den Flaggenstaat Deutschland ist die Situation so beschrieben: „Ob ein Schiff allen diesen Anforderungen auch gerecht wird, wird stichprobenartig im Rahmen der sog. Port State Control (Anmerkung: siehe Hafenstaatkontrolle) durch die See-BG überprüft. Hier wird aber auch die Sicherheit des Schiffes unter dem Blickwinkel der Seetüchtigkeit  untersucht.“ Der gesetzliche Präventionsauftrag einer Berufsgenossenschaft in Deutschland erstreckt sich grundsätzlich auch auf die Crew der Kauffahrteischiffe unter deutscher Flagge und ihren wirksamen Schutz vor äußeren Einflüssen, so dass die „Port State Control Officers“ auch in der Funktion als Flaggenstaatkontrolle (früher durch die See-BG / heute durch den Nachfolger BG Verkehr) bei der Aufdeckung von Mängeln und der Eliminierung von „Substandard-Operation of Ships“ insgesamt eine große Verantwortung tragen bei der Kontrolle der Einhaltung sowohl technischer als auch rechtlicher Vorgaben – wie z. B. des International Safety Management Codes seit 1998 und hier seit 2013 nun auch „MLC 2006“. Der Umfang der Flaggenstaatkontrolle ist zur Umsetzung von „MLC 2006“ in deutsches Recht im § 129 des deutschen Seearbeitsgesetz (SeeArbG) sehr detailliert geregelt. Die Fachgruppe Maritime Wirtschaft bleibt dabei im wohlverstandenen Interesse aller Seiten ebenfalls grundsätzlich immer informiert, damit die Beschäftigten nicht aus dem Blick geraten.
Die international geltende „Maritime Labour Convention 2006“ (kurz: „MLC 2006“ bzw. „Seearbeitsübereinkommen“) beinhaltet mit „Regulation 2.3 Hours of work and rest“ eine auch in Deutschland im Rahmen einer Flaggenstaatskontrolle überprüfbare arbeitsrechtlich wichtige Grundlage für wirksame Ruhezeiten an Bord von Schiffen zur Linderung bzw. Vermeidung von „Seafarer Fatigue“ im organisatorischen Rahmen von Regelungen zu Arbeitszeit („work“) und bzgl. Zeit zur Erholung („rest“) als eine wesentliche Ergänzung der deutschen „Unfallverhütungsvorschrift Seeschifffahrt“.

### Hafenstaatkontrolle – „Port State Control“
Ein besonderes Gewicht erhält das in der Bord-Praxis der zivilen Schiffsbesatzungen international als „MLC 2006“ bekannte Übereinkommen dadurch, dass auch die Hafenstaaten, d. h. die Länder, in denen die Schiffe einen Hafen anlaufen, dort mit den jeweiligen „Port State Contol Officers“ auch Kontrollen zur Einhaltung des Seearbeitsübereinkommens / MLC 2006 durchführen. Hier verpflichten sich die Staaten, die das Abkommen ratifizieren, ebenfalls, ein entsprechendes Kontrollsystem durchzuführen in den weltweit geografisch unterschiedlichen Gebieten wie z. B. in Europa das bereits nach dem Unglück der Amoco Cadiz in 1978 dann gegründete „Paris Memorandum of Understanding on Port State Control“.
Von den bei maritimen Unfällen auf internationaler Ebene für “Protection and Indemnity” zuständigen Versicherern (kurz: “P&I Clubs”) wird immer wieder festgestellt  „ACCIDENTS WILL HAPPEN IF CREW DO NOT HAVE SUFFICIENT REST AND SLEEP … from minor personal injuries to major fires, collisions and groundings“ und beispielhaft werden Unfälle „related to Fatigue“  ebenfalls genannt und daher auch auf die für eine Sicherheitskultur in der Seeschifffahrt grundlegende Bedeutung des seit 2013 international geltenden Seearbeitsübereinkommens (kurz: „MLC 2006“) hingewiesen für deren Einhaltung in Deutschland die BG Verkehr zuständig ist.

### Nichtbegünstigungsklausel
Die Nichtbegünstigungsklausel besagt, dass alle Schiffe, die einen Hafen eines Unterzeichnerstaates anlaufen, den Regeln unterliegen, unabhängig davon, ob der Flaggenstaat das Abkommen „MLC 2006“ ratifiziert hat.
In Deutschland werden die Überwachungsaufgaben durch die BG Verkehr wahrgenommen: für Schiffe unter deutscher Flagge in der Funktion als „Flaggenstaatkontrolle“ und für Schiffe unter fremder Flagge in der Funktion als „Hafenstaatkontrolle“.

### „Abandonment“ als international bekanntes Problem bei der Durchsetzung der MLC 2006
Der 2016 auf youtube veröffentlichte Lehrfilm „Seafarers' Rights International - Abandonment“ veranschaulicht die „story of physical and mental misery“ der Seeleute von heute und beschreibt aus dem Seearbeitsübereinkommen u. a. die MLC 2006 „Regulation 2.5 Repatriation“  als ein immer wieder sehr kritisches Element. Das englische Wort „abandonment“ steht in der deutschen Sprache sowohl für den rechtlich relevanten Begriff „Aussetzung“ sowie auch für „Aufgabe“ in der Bedeutung von „Im-Stich-lassen“, was sich sowohl auf einzelne Crew-Mitglieder bis hin zu ganzen Schiffsbesatzungen und ganzen Schiffen beziehen kann und jeweils stets eine ernste Gefahr für Gesundheit, Leben, Eigentum und auch die für Meeresumwelt darstellt.
Die Rechtslage ist sehr komplex, so dass Seeleute bei zu vermutendem „Abandonment of Seafarers“ auch als ein Grund für das international bekannte Seafarer Fatigue sich an einen Rechtsanwalt wenden sollten, wie von der Internationalen Transportarbeiter-Föderation (ITF) zusammen mit Seafarers' Rights International und der Internationalen Arbeitsorganisation (ILO) im Lehrfilm „Seafarers' Rights International - Abandonment“ empfohlen. Die extreme Arbeits- und Lebensumgebung Schiff mit ihren erschöpfenden Auswirkungen auf die Menschen an Bord z. B. ohne funktionierende Klimaanlagen als ein bekannter Hauptgrund für Seafarer Fatigue bis hin zu nicht möglichem Arztbesuch etc. werden im Lehrfilm „Seafarers' Rights International - Abandonment“ eindringlich beschrieben, um es in das Bewusstsein aller beteiligten Seiten in einer Reederei aber auch bei der Hafenstaatkontrolle, bei Juristen und Versicherern zu rücken. In Deutschland ist die Vereinte Dienstleistungsgewerkschaft (kurz Verdi) auf globaler Ebene Mitglied in der Internationalen Transportarbeiter-Föderation ITF und somit ein wichtiger Ansprechpartner für Seeleute auf Schiffen unter deutscher Flagge und ihren ggf. tätigen Fachanwalt.

## Inkrafttreten
Für das Inkrafttreten des Seearbeitsübereinkommens waren die Ratifikationen von 30 IAO-Mitgliedstaaten erforderlich, die zusammen über eine Bruttoraumzahl (BRZ) von mindestens 33 % der Welthandelstonnage verfügen. Die Forderung nach 33 % der Welthandelstonnage ist bereits im Jahr 2009 erfüllt worden. Die Ratifizierung durch die erforderlichen 30 IAO-Mitgliedstaaten erfolgte im Jahr 2012 letztlich durch die Russische Föderation und die Philippinen. Das Seearbeitsübereinkommen trat am 20. August 2013 in Kraft.
Die ersten zehn Ratifikationen waren:
- Liberia (7. Juni 2006)
- Marshallinseln (25. September 2007)
- Bahamas (11. Februar 2008)
- Panama (6. Februar 2009)
- Norwegen (10. Februar 2009)
- Bosnien und Herzegowina (18. Januar 2010)
- Spanien (4. Februar 2010)
- Kroatien (12. Februar 2010)
- Bulgarien (12. April 2010)
- Kanada (15. Juni 2010)

## Umsetzung
Innerhalb der Europäischen Union wurden Teile des Seearbeitsübereinkommens in eine Sozialpartnervereinbarung übernommen. Die Sozialpartnervereinbarung wird durch eine EU-Richtlinie durchgeführt.
In Deutschland hat der Bundestag in seiner Sitzung vom 16. Mai 2013 einstimmig den Gesetzentwurf der Bundesregierung zum Seearbeitsübereinkommen 2006 der Internationalen Arbeitsorganisation vom 23. Februar 2006 (BT-Drs. 17/13059) auf Empfehlung des Ausschusses für Arbeit und Soziales (BT-Drs. 17/13302) angenommen. Deutschland ratifizierte das Übereinkommen als 43. Staat am 16. August 2013 und hat in diesem Zusammenhang mit Wirkung zum 1. August 2013 das Seemannsgesetz von 1957 durch das Seearbeitsgesetz ersetzt.